# Paisjusz (Vodica)
Paisjusz, imię świeckie Pashko Vodica (ur. 1881 we wsi Vodice k. Kolonji, zm. 4 marca 1966 w Tiranie) – albański biskup prawosławny, zwierzchnik Albańskiego Autokefalicznego Kościoła Prawosławnego w latach 1949–1966.

## Życiorys
Szkołę powszechną ukończył w rodzinnej miejscowości, a następnie uczył się w szkole w Kawali, której nie ukończył z powodów ekonomicznych. W 1910 został wyświęcony na księdza (jako duchowny żonaty).  W 1920, po śmierci żony otrzymał godność archimandryty. Był jednym z inicjatorów starań albańskich prawosławnych o autokefalię, a także uczestnikiem kongresu prawosławnych duchownych i świeckich w Beracie w 1922, który ogłosił autokefalię.
Jako osoba politycznie podejrzana w 1940 został aresztowany przez włoskie władze okupacyjne i internowany we Włoszech. Powrócił do Albanii w 1942 i wraz z synem wstąpił do Armii Narodowo-Wyzwoleńczej  i należał do jej rady w okręgu Kolonje. W 1943 r. został członkiem Rady Naczelnej Ruchu Narodowo-Wyzwoleńczego Albanii. 
W styczniu 1948 przewodniczył trzyosobowej delegacji duchowieństwa prawosławnego Albanii, która udała się z wizytą do Moskwy. 18 kwietnia 1948, w obecności goszczącego w Albanii biskupa Nestora, reprezentującego Rosyjski Kościół Prawosławny dokonano w katedrze tirańskiej chirotonii archimandryty na biskupa, który przyjął imię Pajsij. W tym samym miesiącu otrzymał godność metropolity korczańskiego. Należał do głównych orędowników współpracy Kościoła albańskiego z Rosyjskim Kościołem Prawosławnym. 25 sierpnia 1949 Święty Synod, który zebrał się niezgodnie z zasadami określonymi w statucie poddał krytyce działalność zwierzchnika Kościoła Krzysztofa i dokonał jego obalenia. Dzień później jego stanowisko przejął Paisjusz, który otrzymał także godność metropolity Durrësu i Tirany. W pełni lojalny wobec władz komunistycznych, arcybiskup Paisjusz uczestniczył w kampaniach politycznych, był także organizatorem III kongresu duchownych prawosławnych (luty 1950), który otwierał, by następnie bez sprzeciwu zaakceptować nowy statut Kościoła, zgodny z oczekiwaniami władz komunistycznych. W latach 60. nie protestował wobec przejmowania części świątyń prawosławnych na rzecz państwa. Zmarł 4 marca 1966 z powodu zaburzeń układu krążenia. Jego śmierć, rok przed ogłoszeniem Albanii państwem ateistycznym usunęła z władz Kościoła ostatniego duchownego, który mógł powoływać się na wpływy w komunistycznej elicie władzy.
Imię Vodicy nosi ulica w Kamzie. Syn Paisi Vodicy – Josif Pashko był prokuratorem wojskowym, oskarżającym w procesach pokazowych i ministrem budownictwa, a wnuk Gramoz Pashko należał do grona założycieli Demokratycznej Partii Albanii.